# Bewertungsprotokoll (Archiv)
Ein Bewertungsprotokoll dokumentiert die Bewertungsentscheidungen von Archivaren im Rahmen der archivischen Bewertung – also der Auswahl von Registraturgut zur Übernahme oder Kassation. Der Zweck liegt in der Transparenz: Archivbenutzer können nachvollziehen, nach welchen Kriterien Akten übernommen oder aussortiert wurden und somit den Quellenwert besser einschätzen.

## Inhalte eines Bewertungsprotokolls
- Name der aktenaussondernden Stelle
- Daten (Beginn/Ende) und Ort der Bewertung
- Name des bearbeitenden Archivars
- Quantität des geprüften Aktenumfangs
- Begründete Entscheidungen zu Übernahmen wie Kassationen (häufig zusammengefasst nach Aktenplanpositionen)
- Aussonderungsliste als Anlage mit Bewertungsvermerken

## Rolle im archivischen Gesamtprozess
- Bewertung: Auswahl archivwürdiger Akten vs. Kassation
- Dokumentation: Bewertungsprotokoll stellt den Bewertungsakt transparent dar
- Ordnung & Verzeichnung: Nach Übernahme erfolgt strukturelle Erschließung und Zugänglichmachung

## Bewertungsansätze und -Modelle

### Vertikale und horizontale Bewertung
Dabei analysiert das Archiv einzelne Verwaltungsstrukturen: vertikal über Hierarchieebenen, horizontal in gleichrangigen Verwaltungsbereichen. Ziel ist, inhaltlich relevante Unterlagen zu identifizieren und Mehrfachüberlieferungen zu vermeiden.

### Bewertungsmodelle
Bewertungsmodelle legen formale und inhaltliche Kriterien fest. Sie unterstützen die transparente, nachvollziehbare, effiziente und qualitativ gesteuerte Überlieferungsbildung – Teil eines „Dokumentationsprofils“.

### Formale vs. inhaltliche Kriterien
Erste Prüfung erfolgt anhand formaler Kriterien (z. B. Fristen, Mehrfachüberlieferung). Erst danach folgen inhaltliche Bewertungen (zeitgenössische Relevanz, historische Bedeutung). Formale Negativentscheidungen ermöglichen häufig sofortige Kassationen.

## Arten der Bewertung

### Prospektive Bewertung
Festlegung archivwürdiger Unterlagen bereits bei der Erstellung – häufig bei elektronischen Akten. Metadaten werden im Ordnungssystem hinterlegt.

### Retrospektive Bewertung
Bewertung bereits existierender oder unbehandelter Unterlagen, meist bevor sie an das Archiv abgegeben werden.

## Bedeutung und Konsequenzen
- Sicherung der Archivwürdigkeit historischer, rechtlicher oder gesellschaftlicher Informationen
- Vermeidung redundanter Überlieferungen, Steuerung von Aufwand und Kosten
- Rechtliche Absicherung durch nachvollziehbare Bewertungsentscheidungen